# Tamara Geva
Tamara Geva (en russe : Тамара Гева ou Жева ; née le 17 mars 1907 et morte le 9 décembre 1997) est une actrice, danseuse et chorégraphe russo-américaine. Elle a été la première femme du chorégraphe George Balanchine.

## Biographie
Geva est la fille de Tamara Urtahl et Levko Zheverzheev (ou Gevergeyev). Elle étudie le ballet puis, après la révolution russe, commence des études à l'Académie de ballet Vaganova. Elle y rencontre le chorégraphe George Balanchine, qu'elle épouse en 1924. Le couple divorce en 1926.
Geva se produit dans divers spectacles de ballet puis, en 1924, avec Balanchine et Alexandra Danilova, elle quitte la République socialiste fédérative soviétique de Russie lors d'une tournée en Allemagne.

## Filmographie sélective
- 1925 : Ein Sommernachtstraum de Hans Neumann - Oberon
- 1931 : The Girl Habit d'Edward F. Cline - Sonja Maloney
- 1934 : Their Big Moment - Madame Lottie Marvo
- 1937 : Manhattan Merry-Go-Round - Madame 'Charlie' Charlizzini
- 1942 : Orchestra Wives - Mrs. Beck
- 1942 : Night Plane from Chungking - Olga Karagin
- 1948 : The Gay Intruders - Maria Ivar
- 1951 : Les Aventures d'Ellery Queen (The Ballet Murder)
- 1951 : World Wide Web (Golden Secret)